# شهرستان یانلینگ (استان هنان)
شهرستان یانلینگ (به انگلیسی: Yanling County) یک شهرستان در چین است که در شوچانگ واقع شده‌است.